# Kasper van Palts-Zweibrücken
Kasper of Kaspar (11 juli 1458 - Nohfelden, 1527) was van 1489 tot 1490 hertog van Palts-Zweibrücken. Hij regeerde samen met zijn jongere broer Alexander, die hem na een jaar gevangen liet nemen en opsluiten in het kasteel van Nohfelden. Kasper bracht de rest van zijn leven bracht in gevangenschap door.

## Biografie
Kasper was de oudste zoon van hertog Lodewijk I van Palts-Zweibrücken en Johanna van Croÿ. Hij had zes jongere broers, van wie er drie geestelijken werden en twee relatief jong overleden. In 1478 trouwde Kasper met Amalia van Brandenburg (1461–1481).

Om een deling van het gebied tussen zijn zonen Kasper en Alexander de Hinkende , liet Lodewijk I de Zwarte vastleggen dat het bestuur in het hertogdom door beide broers gemeenschappelijk zou worden uitgevoerd. Al een jaar na de dood van Lodewijk liet Alexander echter zijn oudere broer arresteren en gevangenzetten. Kaspar werd krankzinnig verklaard. Vanaf toen regeerde Alexander alleen, hoewel Kasper pas in 1514 officieel als hertog werd afgezet. Zijn lichaam werd bijgezet in de dorpskerk van Wolfersweiler.
Of Kasper werkelijk op grond van zijn geestelijke gesteldheid niet in staat was zijn ambt waar te nemen of dat zijn broer hem uit machtswellust uit de weg ruimde, is onduidelijk.

## Huwelijk
In 1478 trouwde Kasper met Amalia van Brandenburg (1461–1481). Hun huwelijk bleef kinderloos.